# 節米料理
節米料理（せつまいりょうり）は、日中戦争・太平洋戦争中期以降の日本で行なわれた節米運動において、日本の代表的な主食である米をできるだけ節約するために作られた料理の総称。「節米食（せつまいしょく）」ともいう。

## 1937年頃：日中戦争初期（日本米以外の主食の奨励）
1937年、いわゆる盧溝橋事件が勃発した頃から節米料理として飯に米以外の具材を混ぜること（混食）や、米以外の食材を主食とすること（代用食）が奨励された。
混食は、飯に具材を混ぜるという意味では炊き込みご飯や混ぜご飯と同様だが、味や季節感を楽しむ炊き込みご飯と違って栄養やカロリーが重視され、当時の具材は芋類、豆類、穀類が主であった。ほかに野菜やシイタケ、油揚げ、野草、茶殻なども用いられた。一般の炊き込みご飯では具材は全体の4分の1から5分の1程度だが、当時の混食は具が全体の3分の1、ときには半分のこともあった。
粥や雑炊も奨励されていたが、1940年（昭和15年）以降は大都市を中心にインディカ米を6割以上混ぜた米が販売されており、その食感から不人気であったため、これを食べやすくした混食や炒めご飯などのほうが多く食べられていた。米が外米のみのこともあり、不味の上に胃腸を壊す者もあったとの体験談もある。
代用食としては、パン、うどん、芋などが食べられた。女性雑誌上ではパン類やホットケーキ、お好み焼きといった粉物が紹介された。
1940年（昭和15年）5月からは節米運動の一環として、百貨店の食堂で米なしメニューが開始。そごうではうどんランチ、卯の花弁当、芋のにぎりずし、鰻そばが、高島屋では山芋のおからの寿司、三越では馬鈴薯と麦のカレーライスなどが提供された。さらに同年夏のグラフ誌『アサヒグラフ』でも節米の特集が行われ、一般家庭の家族が楽しそうにひやむぎを食べる写真が掲載された。1940年8月には読売新聞紙上に『うまくて家庭向き米飯ぬき国策料理』が掲載され、代用食としてうどん、饅頭、マカロニなどの料理が紹介された。このように当時の代用食はまだ、彩りや味を考える余裕があり、こうした風潮は1941年（昭和16年）頃まで続いていた。

## 1941年頃：太平洋戦争期（国策炊き、炒り炊き）
太平洋戦争期（1941年開戦）には戦局の激化により日本がさらなる孤立状態を強いられ、国外からの物資を期待できなくなったことから、節米運動も次第に必死の様相を帯び始めた。
この時期の節米食としてよく知られているのが「国策炊き」である。これは熱湯により米を膨張させて飯を炊く方法で、炊き上がった量は通常の飯と比べて3割ほど量が増す。当時の外務次官である西春彦が女性雑誌『婦人之友』の誌上で、国策炊きを日本の全家庭で実行することで外米を不要とし、その分の輸送力を戦争へ向けることを呼びかけるなど、政府もこの国策炊きの普及に乗り出していた。また警視庁までもが、警官200人が自宅で3日間実験して成功したと発表するなど、普及に協力していた。1944年（昭和19年）に六大都市の国民学校で給食が実施された後は、小学4年生以上の生徒にこの国策炊きの握り飯が配られた。この調理法は、あくまで水分で見かけの量が増すに過ぎず、栄養価やカロリーは何ら変わることはないため、食べた後にすぐに空腹になるという欠点がある。しかし、そうした合理性云々よりも、多くの子供を抱えるような家庭では人数分の食事を用意することや、食後の満腹感が重要だったと見る向きもある。
同様に米の量を水増しする調理法として、炒った玄米に水を一晩吸わせて炊き上げる「炒り炊き」もあった。これはかつての武将の楠木正成の発明とされることから「楠公飯（なんこうめし）」とも呼ばれる。女性雑誌『主婦の友』の当時の記事では、食べ盛りの男子4人を抱える家庭がこれにより米不足を解消したとあるが、実際には、香ばしいものの味が悪く、「苦くて、すぐやめた」「水っぽくてまずい」、弁当にすると昼食時には「中には白濁した水がたまり、ふやけたご飯粒が隅に沈んでいた」という体験談もある。膨化させた米に水を吸わせただけでは、食品としての価値を大幅に下げてしまうようである。
小学生が学校に持参する弁当はサツマイモやジャガイモなどの代用食が普通であり、空腹に喘ぐ子供たちも多かった。大人の弁当も同様で、1943年（昭和18年）11月1日、主要駅の駅弁がコメの代わりに芋を使用した「芋弁当」に切り替えられるなど一般化した。

## 1944年8月〜1949年：戦争末期〜戦後（野菜屑の雑炊、すいとん）
太平洋戦争末期には、配給の米がほかの主食で代用されることが多くなり、闇米（食糧管理法に違反して取引される米）も最大で公定価格の50倍に跳ね上がった。こうなると米の使い道は「節米」などという生易しいものではなく、わずかの米とダイコンの葉、芋の蔓、ジャガイモの欠片などの野菜屑を大量の汁で煮た雑炊が基本だった。代用食には飼料用のトウモロコシ、油を搾った後の豆のかすまで用いられた。戦時中の食事として知られる「すいとん」が代用食として本格的に活用されるのもこの頃である。こうした食料事情は戦後さらに悪化し、日本がこの状況を脱するのは1949年（昭和24年）頃を待つこととなる。